# Xianqiao, Guangdong
Xianqiao är ett stadsdelsdistrikt i sydöstra Kina. Det ligger i stadsdistriktet Rongcheng i staden Jieyang i provinsen Guangdong, omkring 320 kilometer öster om provinshuvudstaden Guangzhou. Antalet invånare är 128 220. Befolkningen består av 61 828 kvinnor och 66 392 män. Barn under 15 år utgör 21,0 %, vuxna 15-64 år 73 %, och äldre över 65 år 5,0 %.